# Graham Rogers
Graham Rogers (West Chester, 17 dicembre 1990) è un attore statunitense.

## Filmografia

### Cinema
- 1313: Haunted Frat, regia di David DeCoteau (2011) Uscito in home video
- Struck by Lightning, regia di Brian Dannelly (2012)
- Crazy Kind of Love, regia di Sarah Siegel-Magness (2013)
- Almost aWake, regia di Leigh Kilton-Smith - cortometraggio (2014)
- Love & Mercy, regia di Bill Pohlad (2014)
- Passione senza regole (Careful What You Wish For), regia di Elizabeth Allen Rosenbaum (2015)
- A un miglio da te (1 Mile to You), regia di Leif Tilden (2017)

### Televisione
- Memphis Beat – serie TV, 1 episodio (2011)
- Revolution – serie TV, 11 episodi (2012-2013)
- Red Zone – film TV, regia di James Foley (2014)
- Resident Advisors, regia di Ira Ungerleider – miniserie TV (2015)
- Zombie Basement – serie TV, 2 episodi (2015)
- Quantico – serie TV, 24 episodi (2015-2017)
- Angie Tribeca – serie TV, 1 episodio (2017)
- Silicon Valley – serie TV, 1 episodio (2017)
- SMILF – serie TV, 2 episodi (2017)
- Ray Donovan – serie TV, 30 episodi (2017-2020)
- Atypical – serie TV, 21 episodi (2017-2021)
- Love – serie TV, 1 episodio (2018)
- Il metodo Kominsky (The Kominsky Method) – serie TV, 21 episodi (2018-2021)
- Ray Donovan: The Movie, regia di David Hollander – film TV (2022)
- High Potential – serie TV, episodio 1x03 (2024-in produzione)

## Doppiatori italiani
Nelle versioni in italiano delle opere in cui ha recitato, Graham Rogers è stato doppiato da:
- Manuel Meli in Revolution, High Potential, Doctor Odyssey
- Emanuele Ruzza in Atypical
- Jacopo Castagna in Quantico
- Alessandro Campaiola in Ray Donovan
- Gabriele Patriarca in Il metodo Kominsky
- Simone Veltroni in Love & Mercy

## Riconoscimenti
- 2019 – Screen Actors Guild Awards
  - Nomination Miglior cast in una serie commedia per Il metodo Kominsky (con Nancy Travis, Melissa Tang, Susan Sullivan, Emily Osment, Ashleigh LaThrop, Michael Douglas, Casey Thomas Brown, Sarah Baker, Alan Arkin e Jenna Lyng Adams)

- 2020 – Screen Actors Guild Awards
  - Nomination Miglior cast in una serie commedia per Il metodo Kominsky (con Jenna Lyng Adams, Alan Arkin, Sarah Baker, Casey Thomas Brown, Michael Douglas, Lisa Edelstein, Paul Reiser, Jane Seymour, Melissa Tang e Nancy Travis)

- 2022 – Screen Actors Guild Awards
  - Nomination Miglior cast in una serie commedia per Il metodo Kominsky (con Jenna Lyng Adams, Sarah Baker, Casey Thomas Brown, Michael Douglas, Lisa Edelstein, Ashleigh LaThrop, Emily Osment, Haley Joel Osment, Paul Reiser, Melissa Tang e Kathleen Turner)